# RENFE 100 sorozat
A RENFE 100 sorozat vagy más néven az AVE Class 100 az első spanyol nagysebességű villamos motorvonat. A francia TGV mintájára készítette 1992-ben az Alstom. A szerelvény két 4400 kW teljesítményű vonófejből és a közte lévő 8 személykocsiból áll. A szerelvényben megtalálható a spanyol ASFA és a német LZB vonatbefolyásoló rendszer. 2004-ben 9 szerelvényt felszereltek ERMTS rendszerrel is, és két kocsival meghosszabbították.
A Madrid–Sevilla normál nyomtávú (1435 mm) nagysebességű vonalon közlekedik, de régebben Madrid–Barcelona között is közlekedtek, míg nem érkeztek meg a Talgo 350-esek.

## Története
Ez a sorozat átélte a spanyol nagysebességű hálózat létrehozásának minden változását; eredetileg az volt a terv, hogy egy ibériai nyomtávolságú pályát (1668 mm (5 láb 5 21⁄32 hüvelyk)) építenek ki a nagysebességű vonatoknak Andalúziába. Az utolsó pillanatban azonban úgy döntöttek, hogy inkább az 1435 mm-es (4 láb 8 1⁄2 hüvelyk) szabványos nyomtávot válasszák, vagyis a RENFE a 24 ibériai nyomtávú motorvonat eredeti megrendelését tizenhat szabványos nyomtávú szerelvényre módosította, amelyeket 1991 és 1993 között szállítottak.
Az Alstommal kötött szerződés különböző változtatásai és a késedelmek ellentételezése után az Alstom  az utolsó nyolcat is leszállította; két standard nyomtávút és 6 ibériai nyomtávút. Az ibériai nyomtávolságúak a  RENFE 101 sorozatbe kerültek, ezeket a járműveket korábban a mediterrán folyosó mentén üzemeltette a RENFE az Euromed járatokon (ezt az útvonalat most a RENFE 130 sorozat szolgálja ki).
A 100.015-ös pályaszámú vonat Spanyolországban az egyik legfontosabb sebességrekordot állította fel, egy tesztfutáson elérte a 356,8 kilométer per órát. Korábbi rekordja 330 km/h volt egy korábbi tesztfutás során. A 100-as sorozat részt vett a Talgo kocsik használatával végzett sebességvizsgálatokban is.
Egy 2002-es ütközés során a 100.012 motorvonat egyik vonófeje súlyosan megsérült. A hajtófejet az új TGV Duplex alapján újjáépítették, ami ennek a motorvonatnak azt az egyedülálló tulajdonságát adja, hogy két különböző típusú hajtófejjel rendelkezik.
Ez a sorozat szinte kizárólag a Madrid–Sevilla nagysebességű vasútvonalon közlekedik. A RENFE 102 sorozat bevezetéséig rövid ideig a Madrid–Barcelona nagysebességű vasútvonalon használták őket. A barcelonai vonalon használt egységeknél cserélni kellett az áramszedőket, valamint fel kellett szerelni az ERTMS vonatbefolyásoló rendszert.
2007-től, 15 év szolgálat után, a sorozat élettartamának a felénél az egész flottát felújították.
2011 februárjában a RENFE pénzügyi nyomás miatt bejelentette, hogy ahelyett, hogy 10 új vonatot vásárolna a Párizs–Madrid útvonal kiszolgálására, az AVE 100 sorozatú vonatokat alakítja át erre az útvonalra, 30 millió euró költségen, nem pedig új járműveket vásárol 270 millió euróért. A RENFE bejelentette, hogy a vonatok villamos- és jelzőrendszerei átalakítási munkái mellett a kapacitást is növelik az üzemeltetési  költségek csökkentése érdekében.
2013-ban néhány 100 sorozatú vonatot a franciaországi közlekedésre is alkalmassá tettek  így kompatibilisek lettek a francia jelzőrendszerrel, és képesek átlépni a spanyol-francia határt. A cél a vasúti szolgáltatás megteremtése a nagy francia városok és a fő spanyol városok (Madrid és Barcelona) között az SNCF-el együttműködve.
Az Air Nostrum azt javasolta, hogy béreljenek néhányat 100-as sorozatú szerelvényt a RENFE-től a Madrid Atocha-Gare de Montpellier-Saint-Roch között közlekedő járatok üzemeltetéséhez 2018. októberétől.

## Képek

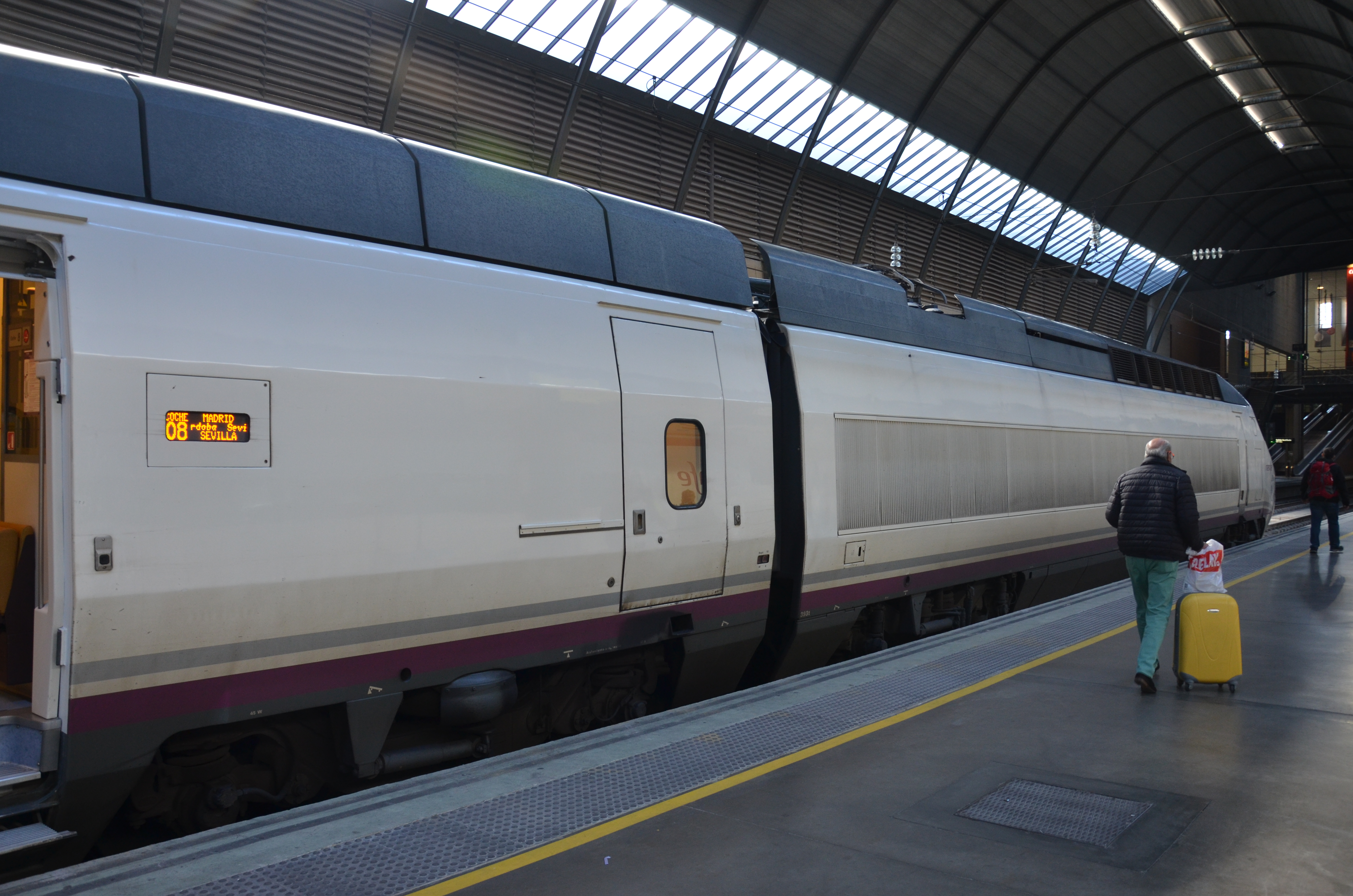
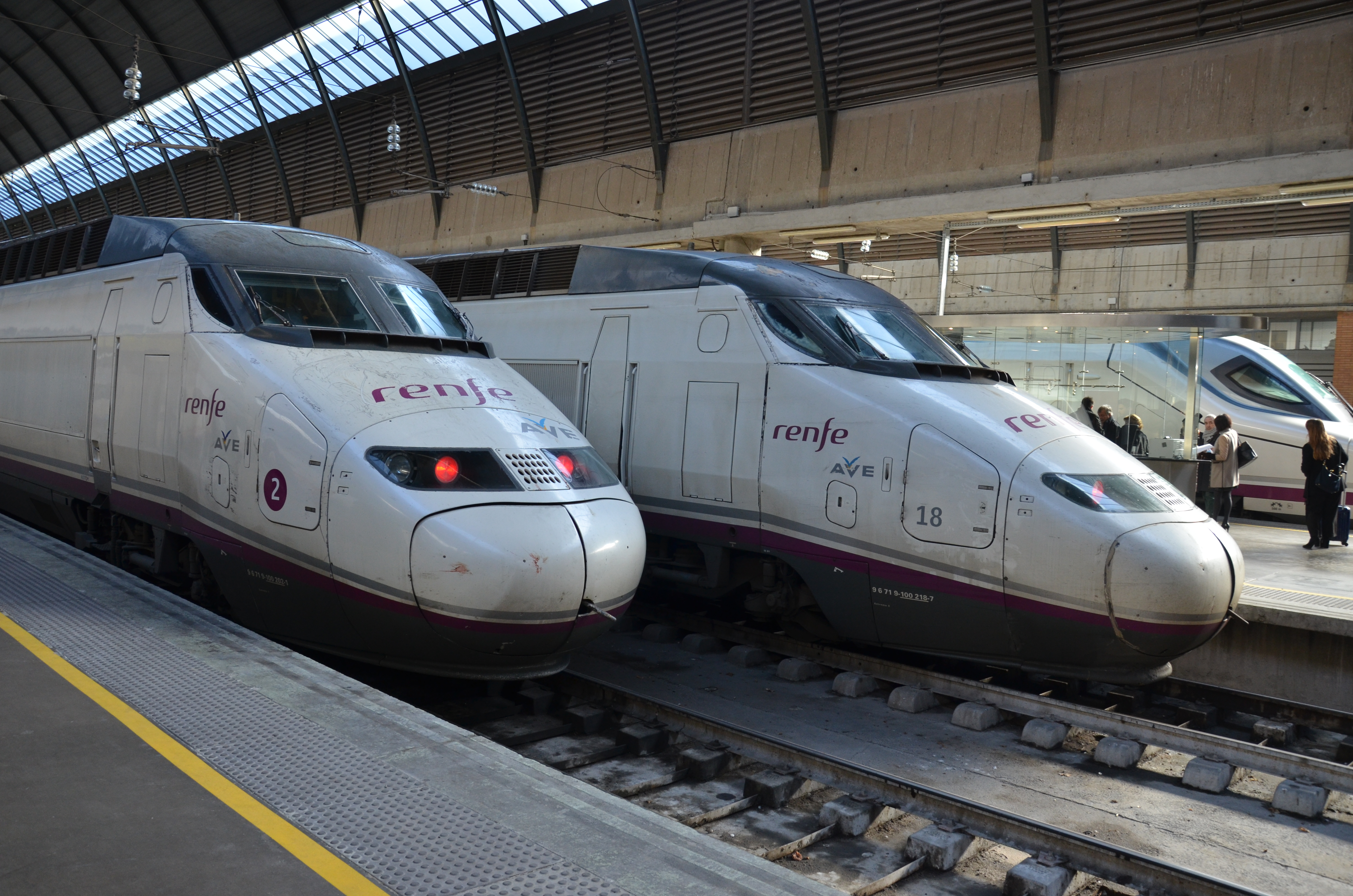
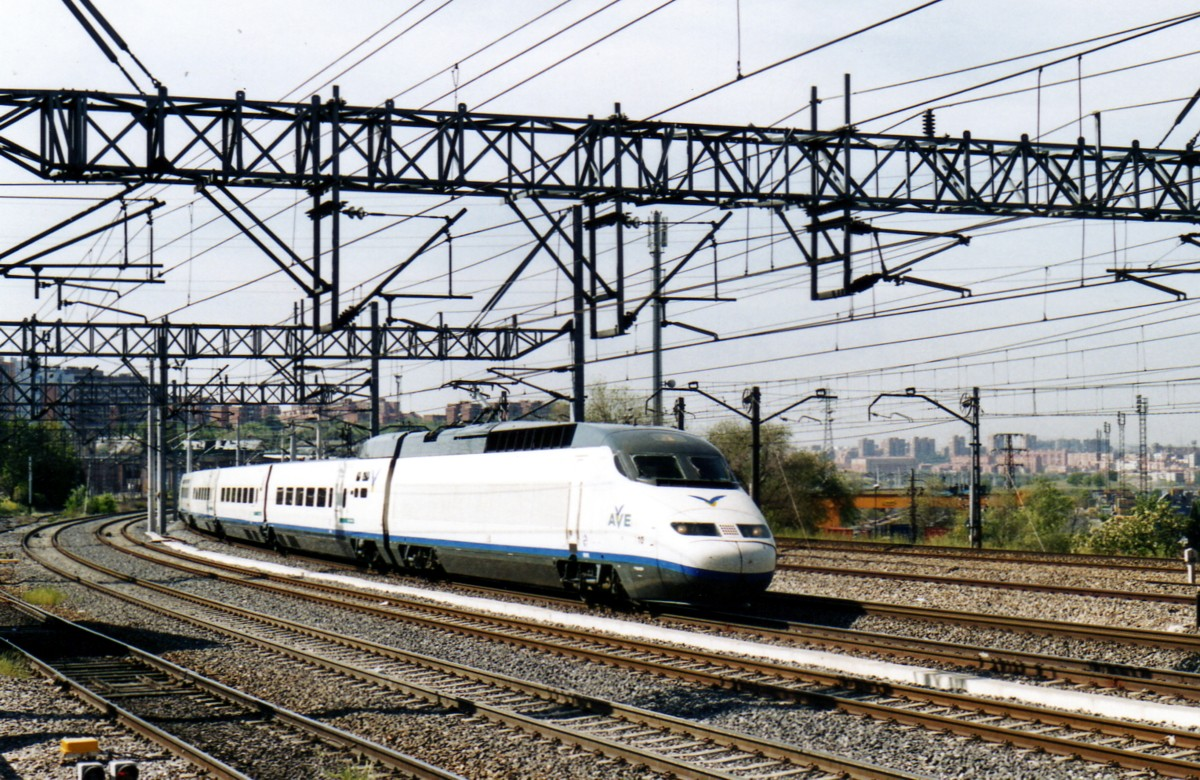
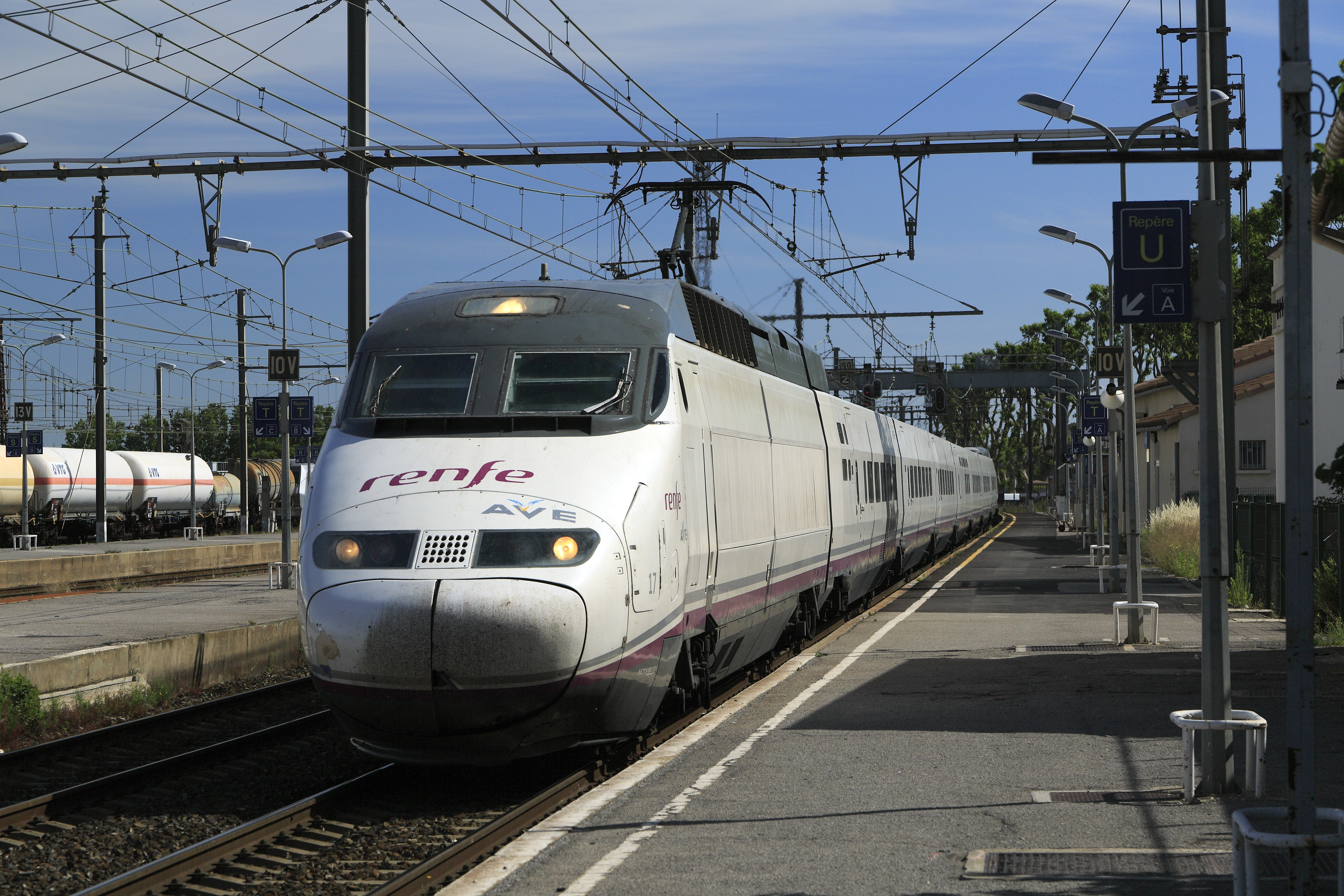
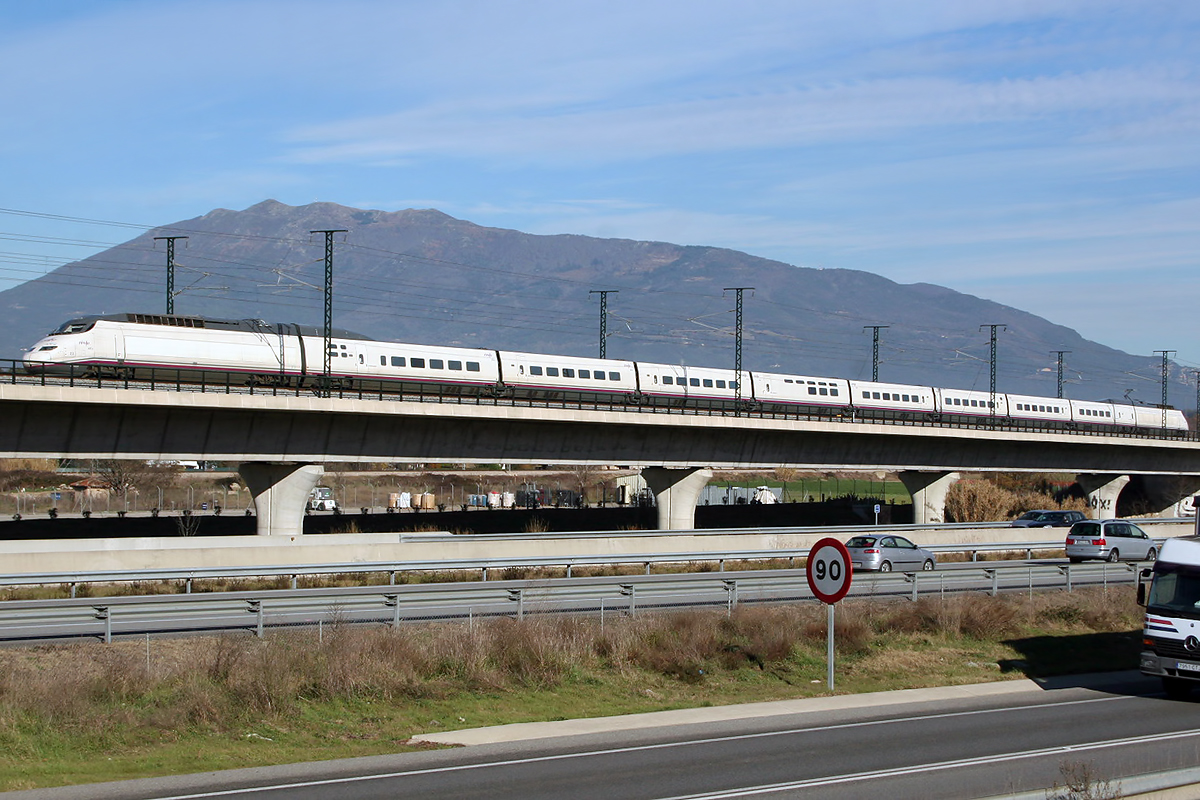
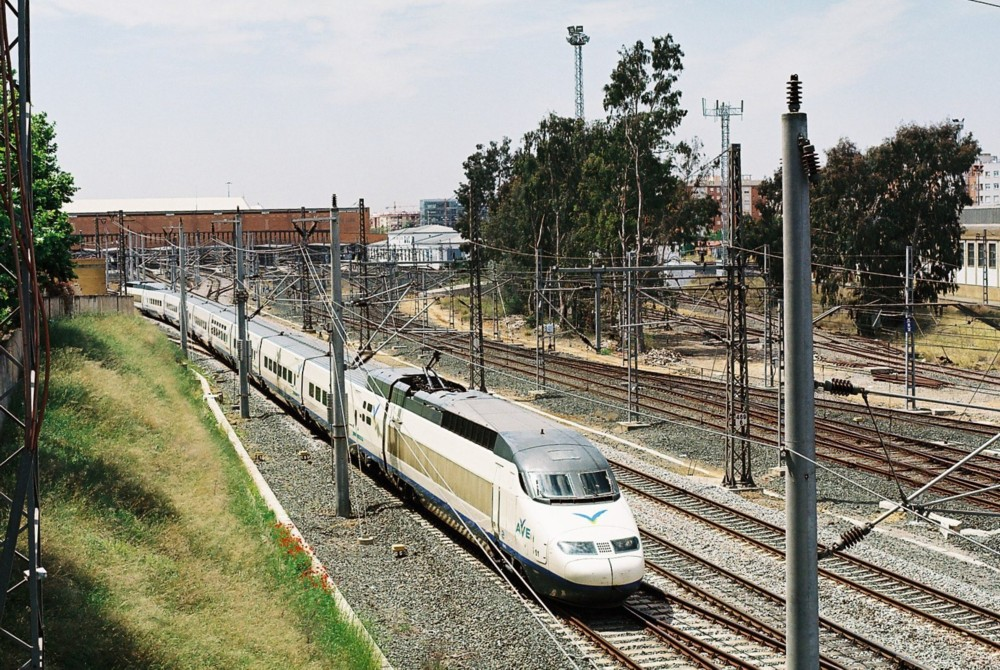
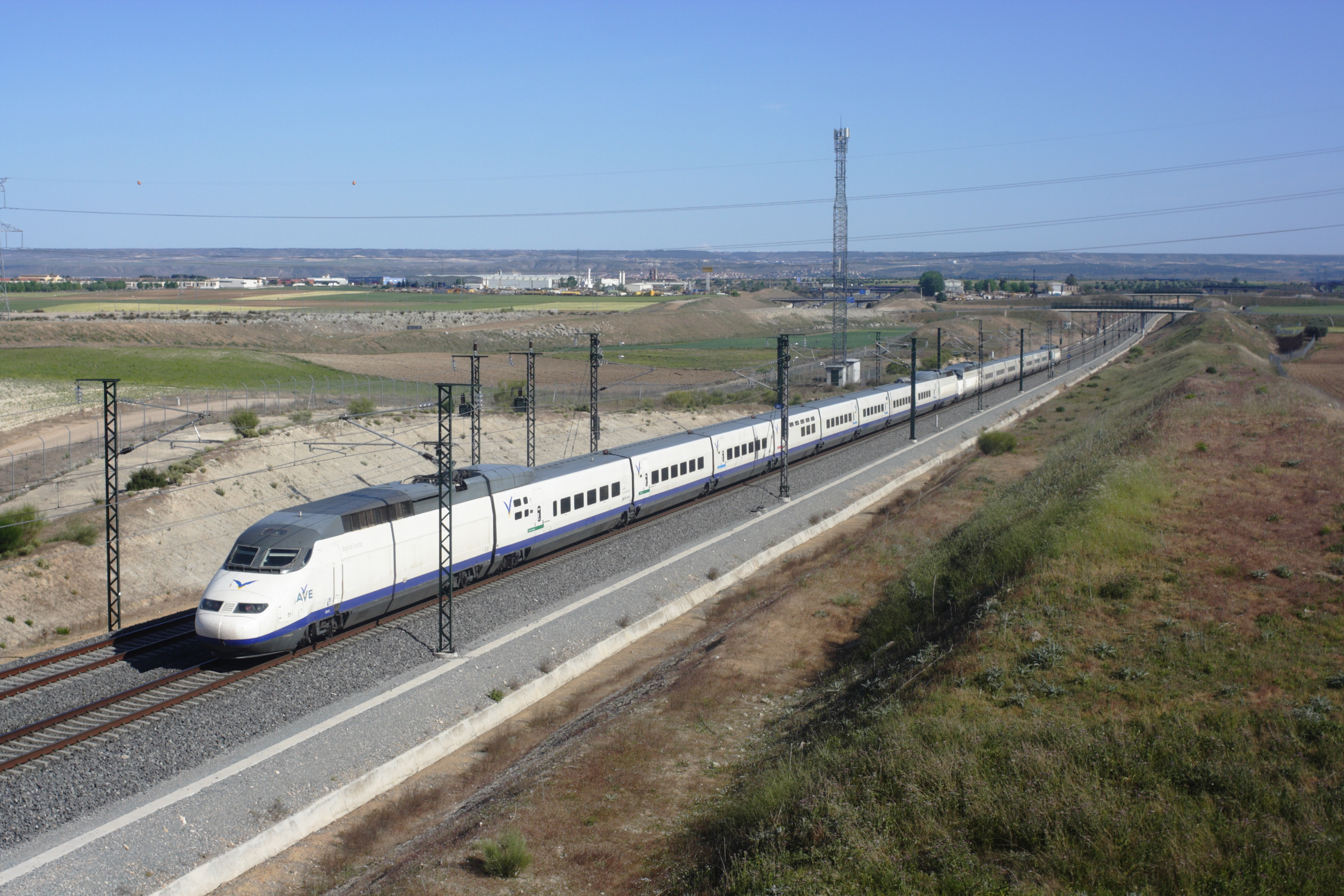
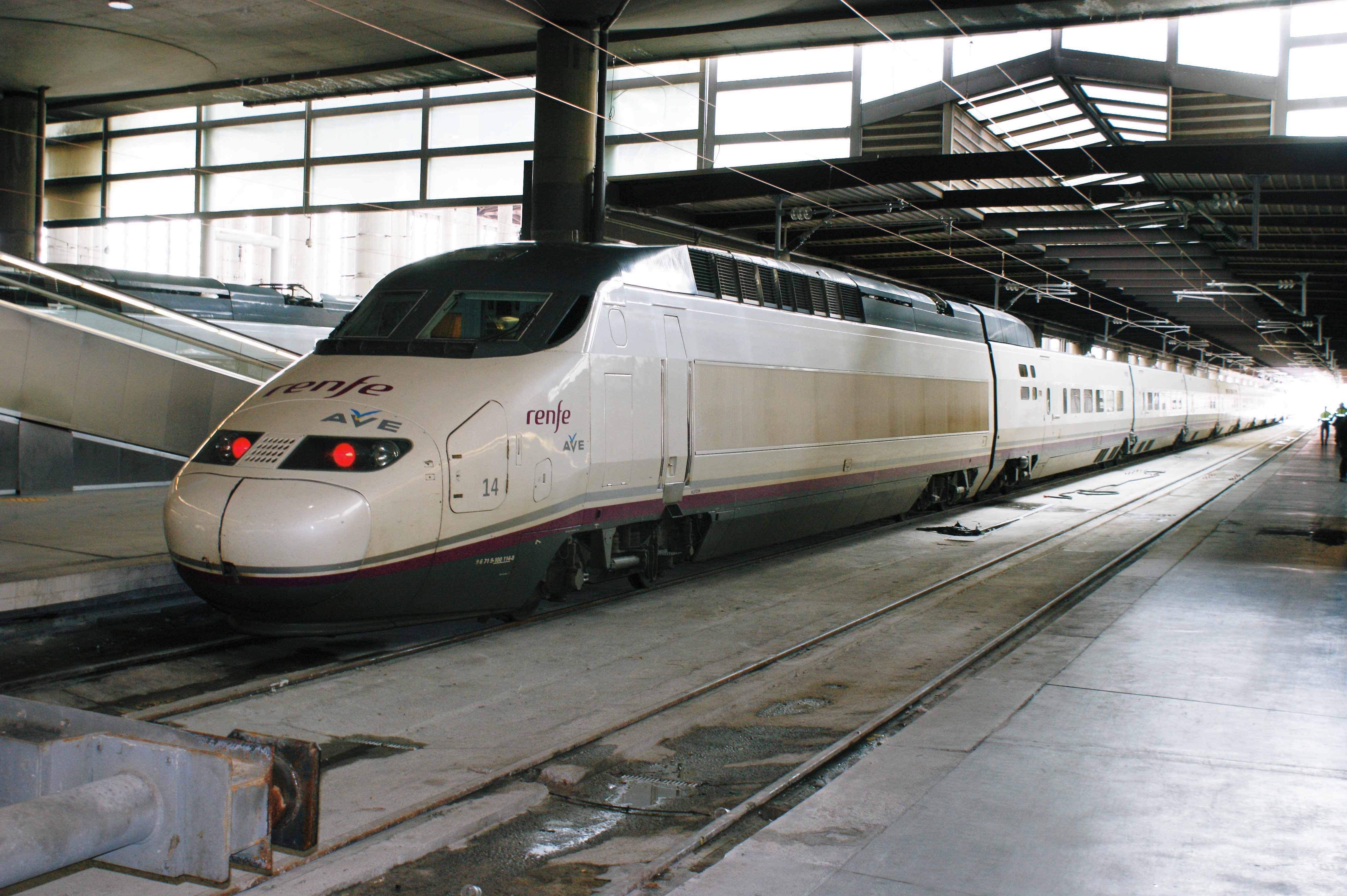
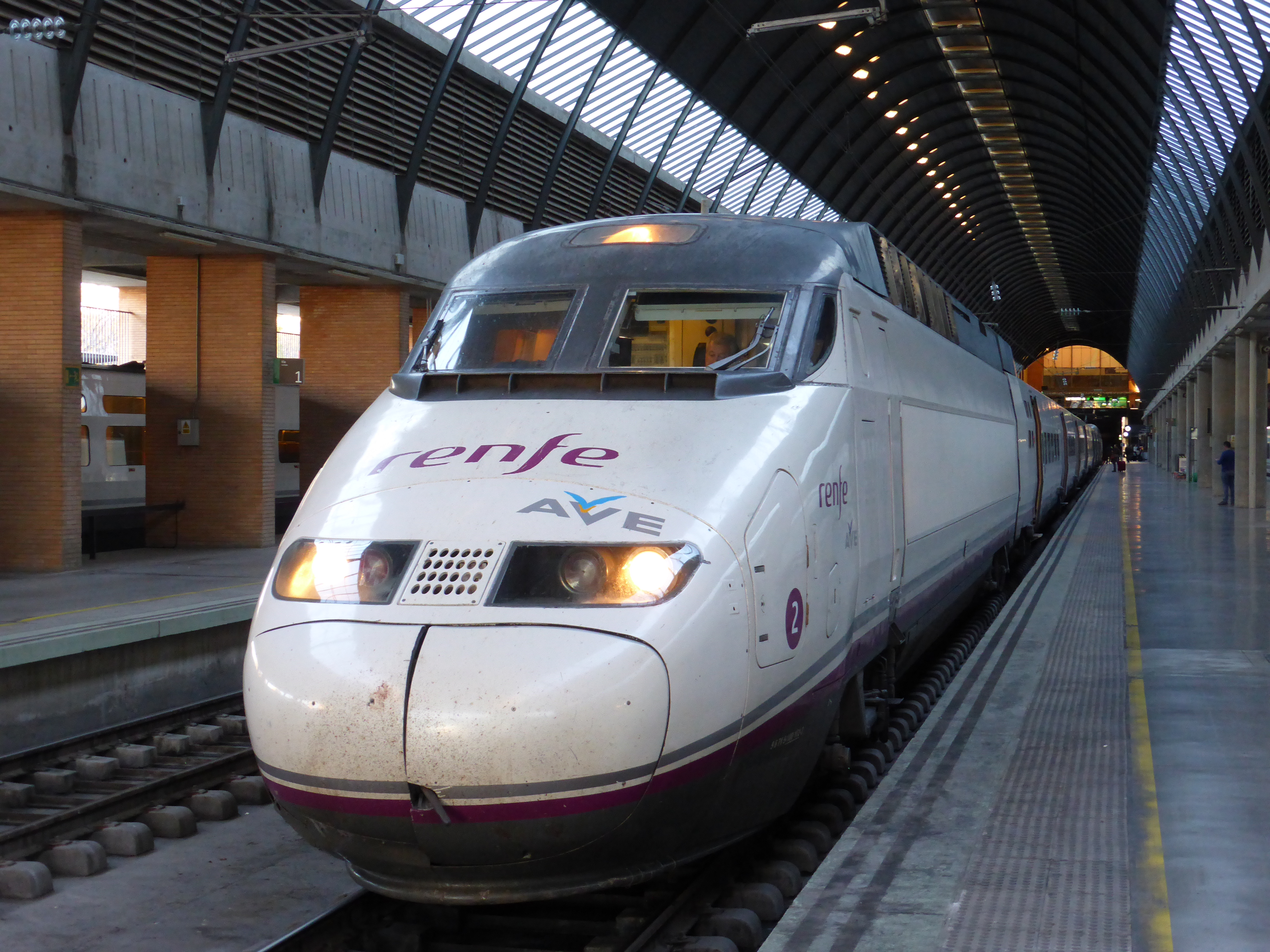
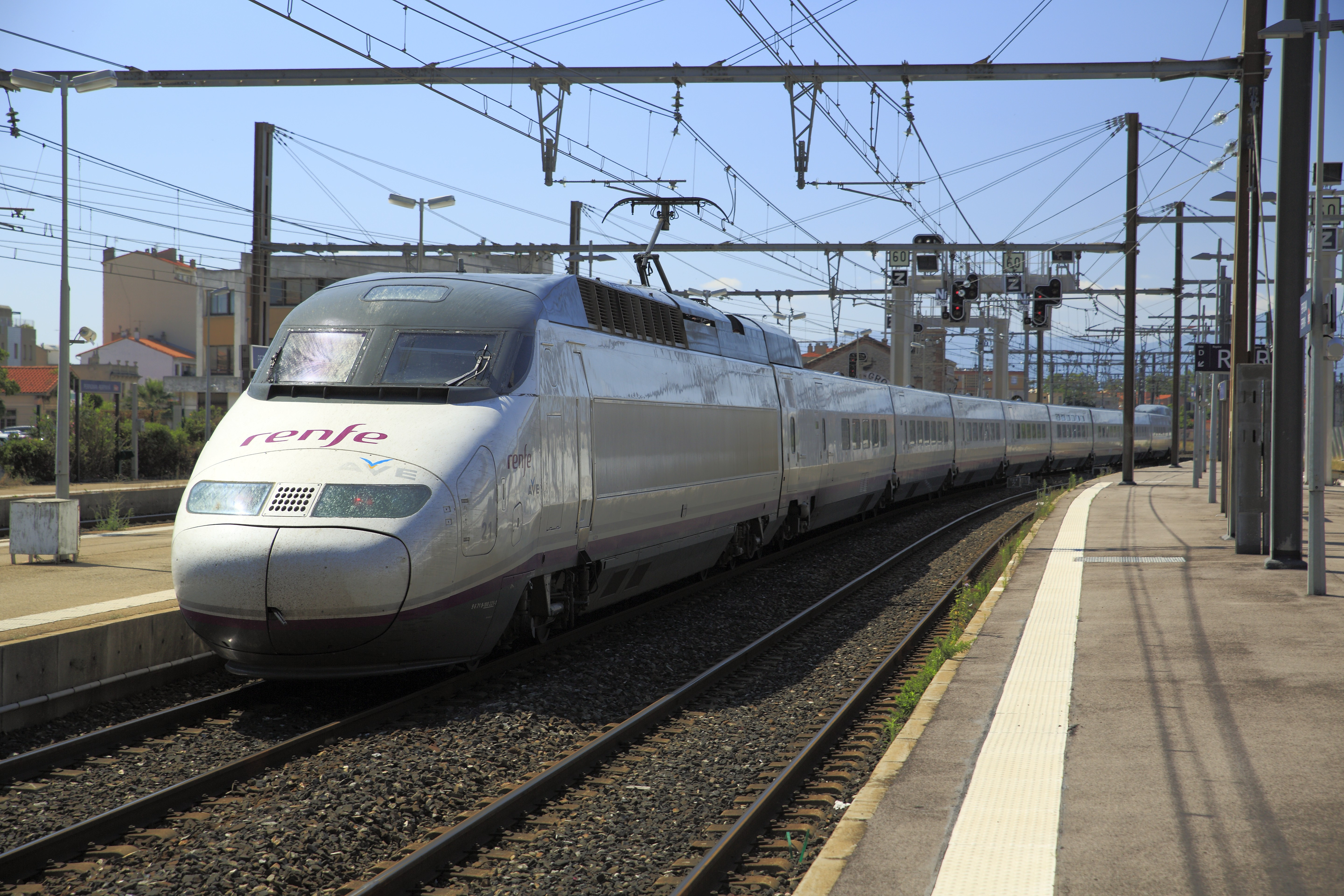
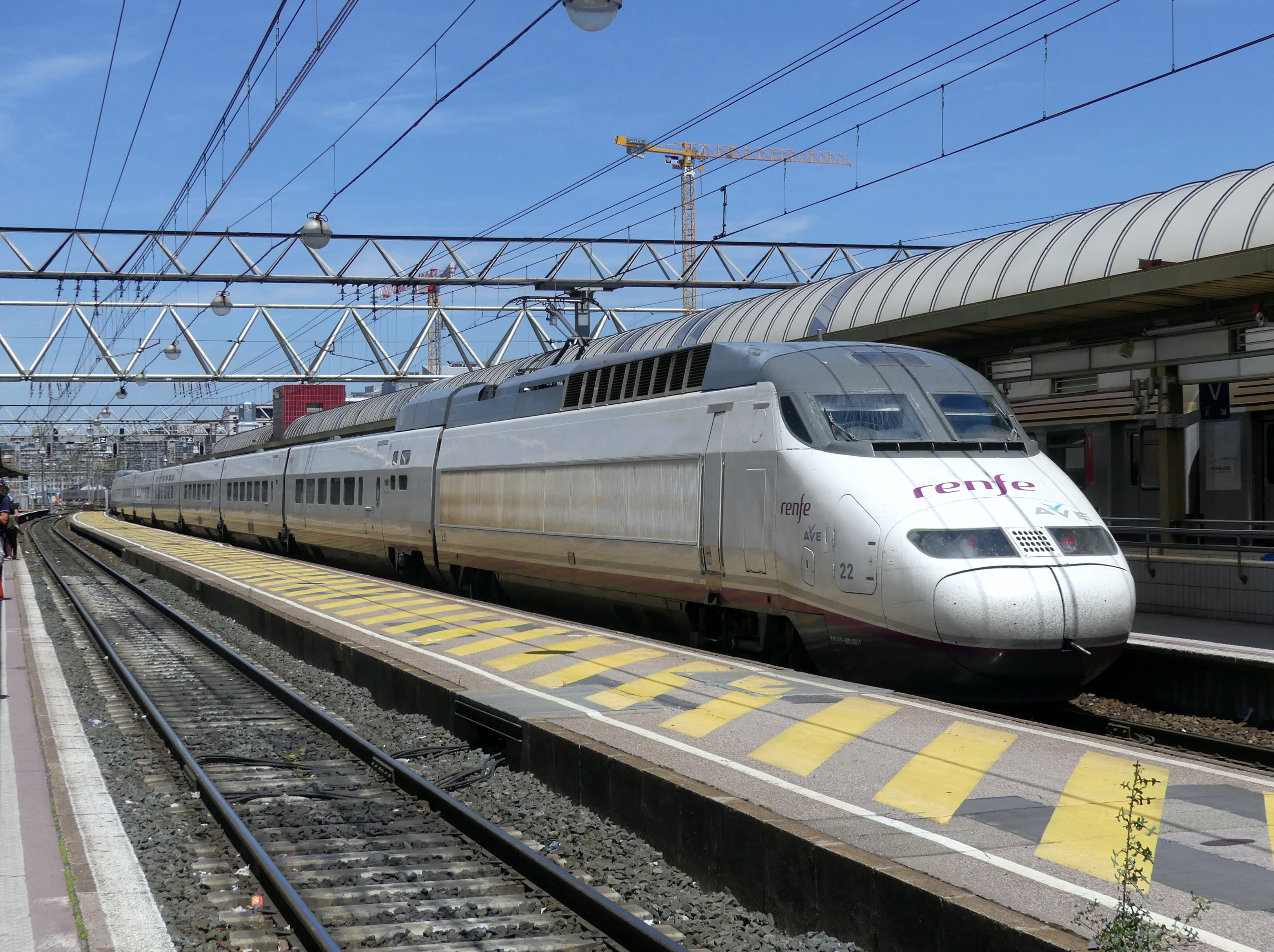
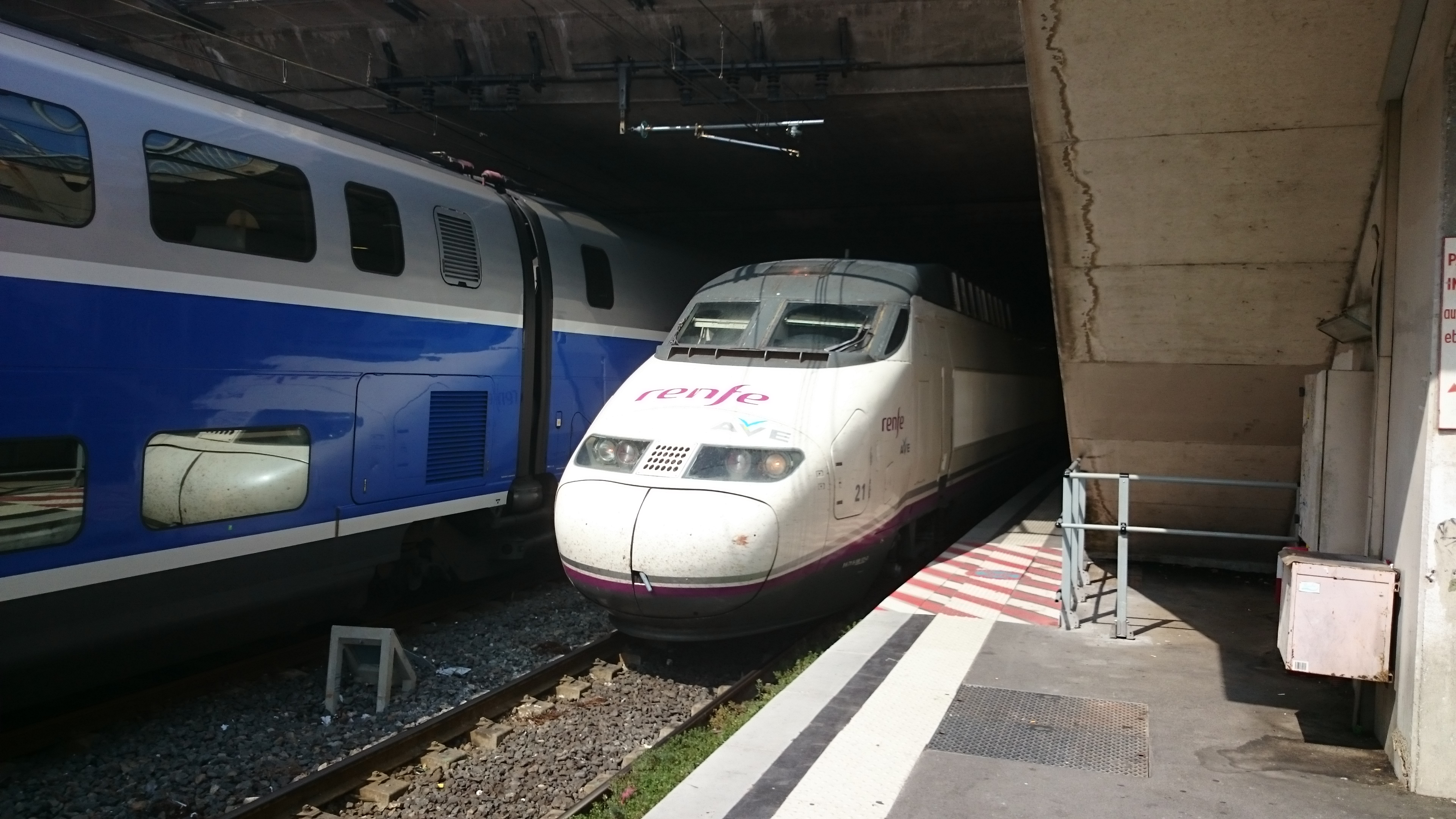